# Nicolas Kolly
Pour les articles homonymes, voir Kolly.
Nicolas Kolly, né le 13 mars 1986 (originaire du Mouret), est une personnalité politique suisse, membre de l'Union démocratique du centre (UDC).
Il est député du canton de Fribourg au Conseil national depuis fin 2023

## Biographie
Nicolas Kolly naît le 13 mars 1986, dans une famille d'agriculteurs originaire du Mouret. Il est le troisième d'une fratrie de six enfants. Il est le petit-fils du conseiller national UDC Gabriel Kolly,.
Il grandit à Essert, dans le district de la Sarine, jusqu'à l'âge de 8 ans, puis à Corbières, dans le district de la Gruyère, où ses parents reprennent un domaine agricole.
Au terme de sa scolarité obligatoire, au cours de laquelle il redouble sa deuxième année primaire, il fait un apprentissage de mécanicien sur machines agricoles. Il obtient son certificat fédéral de capacité à l'âge de 19 ans. Après son école de recrues, il s'engage pendant deux ans au sein de la garde suisse pontificale, puis reprend des études pour obtenir une maturité professionnelle en 2009 et une maturité gymnasiale en 2010. Il s'inscrit ensuite à l'Université de Fribourg, où il fait des études de droit qui le mènent jusqu'au master en 2014. Il obtient son brevet d'avocat en 2017, et exerce au sein d'une étude dont il est l'un des partenaires.
Il est marié et père d'un enfant et habite à Essert, dans le canton de Fribourg. Son épouse est chef d'une exploitation agricole.
Il a le grade de capitaine à l'armée , et a officié comme juge d'instruction militaire, puis membre de l’État-major de la justice militaire.

## Parcours politique
Nicolas Kolly siège au Grand Conseil du canton de Fribourg à partir de 2011, où il est alors le plus jeune député (25 ans), et y préside son groupe à partir de 2019. Il démissionne du Grand Conseil après son élection au Conseil national. Il est par ailleurs membre de la commission des finances de la commune du Mouret.
Il est élu au Conseil national en octobre 2023, au détriment de la socialiste Ursula Schneider Schüttel. Il est membre de la Commission de l'environnement, de l'aménagement du territoire et de l'énergie (CEATE).